# صحيفة ديلي ميل الأيرلندية
الصحيفة الأيرلندية ديلي ميل هي صحيفة صدرت في أيرلندا وأيرلندا الشمالية بواسطة دي ام جي ميديا (الشركة الأم لصحيفة ديلي ميل البريطانية). تم إطلاق الصحيفة الايرلندية في فبراير عام 2006م باستراتيجية إطلاق تضمنت منح نسخ مجانية في اليوم الأول للتداول وأسعار منخفضة لاحقًا. كان السعر في عام 2009 مقابل يورو واحد.كانت الاستراتيجية تهدف إلى جذب القراء بعيدًا عن صحيفة الأيرلندية إندبندنت .
توظف الصحف المرتبطة في ايرلندا أكثر من 160 شخصًا في أيرلندا. تتم طباعة كل من الأيرلندية ديلي ميل و الأيرلندية ديلي ميل يوم الأحد ، جنبًا إلى جنب مع مجلتهم، YOU و TV Week ، بواسطة سمورفيت كابا نيوز برس في كيلز وآيرش تايمز [الإنجليزية] في سيتي ويست، دبلن.
في تموز (يوليو) عام 2006، أوضح المحلل الإعلامي البريطاني روي غرينسلاد انخفاض مبيعات صحيفة آيرش ديلي ميل : في حين أن النسخة البريطانية من ديلي ميل تتفهم تمامًا قرائها، «لم يتضح أي من هذا الفهم للثقافة والسياسة والمصالح الحقيقية للشعب الأيرلندي في صفحات الأيرلندية ديلي ميل». بحلول عام 2009، تغيرت هذه السياسة - عرضت الصحيفة رسومات جدارية باللغة الأيرلندية لأطفال المدارس، وكانت معظم تغطيتها حول الموضوعات الأيرلندية، على الرغم من أنها كثيرًا ما تنتقد السياسيين[أي منها؟]  .
يساهم كتاب الأعمدة الأيرلنديون في الصحيفة، مع عمود رونان مولين، على سبيل المثال، في الأيرلندية ديلي ميل منذ مايو 2006. ماري إلين سينون، كاتبة عمود سابقة في <i id="mwLw">صحيفة صنداي إندبندنت</i> كانت لديها آراء مثيرة للجدل حول المسافرين وطالبي اللجوء والألعاب البارالمبية ، وهي من المساهمين المنتظمين في الصحيفة. عمل مارك دولي أيضًا ككاتب عمود منذ عام 2006. يظهر عموده الشهير «مسائل أخلاقية» يوم الأربعاء.
في 24 سبتمبر 2006، أعيد تسمية أيرلندا يوم الأحد ، والتي اشترتها الصحف المرتبطة ‏ في عام 2001، باسم الصحيفة الايرلندية ليوم الأحد ، لتحل محل النسخة البريطانية من صحيفة يوم الأحد في السوق الأيرلندية.
في فبراير 2007 استشهد زعيم فاين جايل إندا كيني بصحيفة الصحيفة اليومية الايرلندية في دويل ايرن بخصوص الصفحة الأولى التي تصور ماسحًا مقطعيًا محوسبًا في غرفة الغسيل.
في أكتوبر 2012، فاز فريق الصحيفة اليومية الايرلندية بجائزة NNI للصحافة عن فئة «أفضل تصميم وعرض تقديمي». وعلقت هيئة المحلفين: «كان هناك موقف وتماسك في اللون وكتابة العناوين الرائعة طوال الوقت».
في مارس 2019، اقترحت دي ام جي ميديا ايرلندا - وسائل الاعلام الايرلندية في دبلن التي تمثل الصحيفة اليومية الايرلندية ، و صحيفة ديلي ميل الأيرلندية ، و Extra.ie و Evoke.ie - 35 ، والتي كان من شأنها أن تخفض عدد الموظفين إلى 121. في أبريل عام 2019، تم الإعلان عن التسريح الإلزامي. تم تسريح 35 حالة بحلول نهاية أبريل 2019.
في عام 2019، استحوذت وسائل الاعلام الايرلندية على موقع رولركوستر، وهو موقع إيرلندي يستهدف الآباء.

## الدوران
تداول ديلي ميل الأيرلندية:
| السنة (الفترة)          | متوسط التداول لكل إصدار |
| ----------------------- | ----------------------- |
| 2007 (July to December) | 59,913                  |
| 2009 (January to June)  | 52,144                  |
| 2012 (January to June)  | 51,598                  |
| 2014 (December)         | 43,850                  |
| 2017 (July to December) | 37,531                  |
| 2018 (July to December) | 30,424                  |
| 2019 (January to June)  | 27,959                  |
| 2019 (July to December) | 26,271                  |
| 2020 (January)          | 25,205                  |

## الخلافات
وواجهت الصحيفة انتقادات لمحاولتها نقل حملاتها التقليدية حول مواضيع مثل الاتحاد الأوروبي والهجرة واللجوء من السوق البريطانية المحلية إلى أيرلندا. في أيرلندا، كان الاتحاد الأوروبي والهجرة بمثابة لبنات بناء للازدهار الاقتصادي في أيرلندا، وبالتالي لم يثر ردود الفعل الغاضبة نفسها من القراء كما هو الحال في بريطانيا. غطت بانتظام مناقشة معاهدة لشبونة، معارضة قبول المعاهدة التي أدت إلى الاستفتاء في يونيو 2008.
كما واجهت الشركة الأم ديلي ميل في لندن ادعاءات في عام 1997 بوجود تحيز ضد الإيرلنديين، وأبلغت لجنة شكاوى الصحافة على هذا الأساس من قبل منظمة غير حكومية، مركز بات فينوكين.
في أبريل 2009، أشارت مدونة العلوم البريطانية الشهيرة The Lay Scientist إلى أنه بينما كانت صحيفة Irish Daily Mail تقوم بحملة لإعادة إنتاج لقاح فيروس الورم الحليمي البشري في أيرلندا، كانت صحيفة Daily Mail في لندن تنشر قصصًا تهاجم اللقاح. وقد أدان الكثيرون التناقض، بمن فيهم الكاتب الكوميدي غراهام لينهان.
في 1 فبراير 2011، أُعلن أن صحيفة صنداي تريبيون قد دخلت في الحراسة القضائية، مع سعي McStay Luby لاستثمارات جديدة. أُعلن في اليوم التالي أنه لن يكون هناك إصدار آخر للصحيفة لمدة أربعة أسابيع. ظهر العدد الأخير في 30 يناير 2011. في 6 فبراير 2011، كان لطبعة الأيرلندية ميل يوم الأحد غلاف مشابه لأسلوب تريبيون  وتم رفع دعوى قضائية فيما بعد على The Irish Mail on Sunday.  ظهرت رسالة البريد المزيفة يوم الأحد على غلاف «ملفوف» بعنوان يقول «إصدار خاص مصمم لقراء صنداي تريبيون». وأكدت الوكالة الوطنية للمستهلكين أنها تدرس مقاضاة البريد الأيرلندي يوم الأحد لخرق قانون حماية المستهلك  ووصف سكرتير الاتحاد الوطني للصحفيين تحرك الصحيفة بأنه «فظ وساخر» وأضاف: «كان هذا تمرينًا تسويقيًا ساخرًا ويمثل انخفاضًا جديدًا في الصحافة الأيرلندية. لا يمكن أن يكون هناك أي مبرر لقرار إعادة إنتاج إعلان التسمية الرئيسية الخاص بـ Sunday Tribune بدلاً من إعلان التسمية الرئيسي الخاص بـ Sunday Mail». في تموز (يوليو) التالي، دفعت Mail «مبلغًا من ستة أرقام» لتسوية دعوى قانونية رفعها المستلم بتهمة «الوفاة».
في يوليو 2011، رفضت الصحيفة تمرير تخفيض الحكومة لضريبة القيمة المضافة لقرائها. قال Taoiseach Enda Kenny إن الشركات التي يطبق عليها معدل ضريبة القيمة المضافة المنخفض الجديد ستكون «فاشلة أيرلندا» إذا لم تمرر التخفيض. قال حزب العمال TD Aodhán Ó Ríordáin : «أعتقد حقًا أن رفض Daily Mail تمرير تخفيض ضريبة القيمة المضافة الحكومية يمثل صفعة حقيقية في الوجه للمستهلكين الأيرلنديين.» تشير التقديرات إلى أن ديلي ميل ستوفر ما يقرب من 750.000 يورو نتيجة لهذا القرار. ومع ذلك، أشارت مجلة Phoenix Magazine إلى أن صحيفة Irish Daily Mail «التي يبلغ سعر غلافها 1 يورو، تعد واحدة من أرخص الصحف اليومية في البلاد وأرخص 85 سنتًا من صحيفة Indo [ Irish Independent ]». وعلقت أيضًا على أن زوجة ريوردان، آين كير، كانت مراسلة سياسية سابقة مع الأيرلندية إندبندنت ، المنافس الرئيسي للصحيفة الذي «كان أكثر من سعيد بطبع القصة».
بعد أيام، وجد تقرير دامغ من مفوض المعلومات البريطاني أن صحيفة آيرلش ديلي ميل متورطة في التجارة غير المشروعة للحصول على معلومات شخصية عن رخص القيادة والسجلات الجنائية وعمليات البحث عن تسجيل المركبات وتتبع الهاتف العكسي والمحادثات عبر الهاتف المحمول.